# Cantata academica
Cantata academica, Carmen basiliense, Op. 62, è un'opera corale del 1959 su un testo latino del compositore inglese Benjamin Britten. Fu commissionato da Paul Sacher per il cinquecentesimo anniversario dell'Università di Basilea. Diresse personalmente la prima il 1º luglio 1960.

## Storia e testo
La cantata, completata nel marzo 1959, fu scritta per il 500º anniversario dell'Università di Basilea il 1º luglio dell'anno successivo. Il testo latino, che fu compilato da Bernhard Wyss, si basa sullo statuto dell'università, così come su antiche orazioni che lodano Basilea. Britten ha scritto il testo del lavoro sulle pagine del suo vecchio quaderno tedesco per la scuola preparatoria. In seguito usò lo stesso libro per pianificare il suo War Requiem.
Il lavoro fu presentato in anteprima all'Università di Basilea il 1º luglio 1960, diretto da Paul Sacher; gli artisti erano Agnes Giebel, Elsa Cavelti, Peter Pears, Heinz Rehfuss, il Basler Kammerchor, lo Sterk'scher Privatchor e il Basler Kammerorchester. La prima britannica fu presentata dalla Cambridge University Musical Society a novembre, pochi mesi dopo che Britten aveva ricevuto un dottorato onorario dall'Università.

## Composizione
Il brano è scritto per quattro solisti vocali (soprano, controtenore o contralto, tenore e basso), coro a quattro voci, due flauti, ottavino, due oboi, due clarinetti in si bemolle, due fagotti, quattro corni, due trombe in do, tre tromboni, tuba, archi, timpani, quattro percussionisti, due arpe e pianoforte.

### Struttura
L'opera è in due parti e ha tredici sezioni totali.

#### Parte 1
1. Corale
2. Alla rovescio
3. Recitativo (tenore)
4. Arioso (basso)
5. Duettino (soprano e contralto)
6. Recitativo (tenore)
7. Scherzo

#### Parte 2
1. Tema seriale con fuga
2. Soli et duetto (contralto e basso)
3. Arioso con canto popolare
4. Recitativo (tenore)
5. Canone ed ostinato
6. Corale con canto

Cantata academica formalmente è un'opera del serialismo, sebbene solo su vasta scala, "così strettamente connessa alla forma da essere la forma stessa". Ciò riflette l'intenzione di Britten di essere deliberatamente "intelligente" nel lavoro; annotò in una lettera a Wyss che il pezzo è "pieno di dispositivi accademici per l'edificazione degli interpreti". La sezione finale non è "altro che un ritorno unificante all'apertura"; ognuna delle altre sezioni ha un'unica "nota dominante", corrispondente alla serie di 12 note dell'opera, che funge da ostinato o pedale per la sezione.

## Adattamenti
Il movimento Tema seriale con fuga è stato adattato per due composizioni del 1973 di Richard Rodney Bennett dedicate a Britten: un concerto per orchestra e un'opera chiamata Alba per organo. Fu anche usato come base per una composizione collaborativa del 1963 da Bennett, Nicholas Maw e Malcolm Williamson, chiamata Reflections on a theme of Benjamin Britten.